# Championnat d'Égypte de football 2003-2004
Navigation
Saison précédente Saison suivante
La saison 2003-2004 du Championnat d'Égypte de football est la 47e édition du championnat de première division égyptien. Quatorze clubs égyptiens prennent part au championnat organisé par la fédération. Les équipes sont regroupées au sein d'une poule unique où elles rencontrent leurs adversaires deux fois, à domicile et à l'extérieur. À l'issue du championnat, les trois derniers du classement sont relégués et remplacés par les trois meilleures équipes de D2.
C'est le club du Zamalek SC, tenant du titre, qui remporte à nouveau la compétition, après avoir terminé invaincu en tête du classement final, avec neuf points d'avance sur Al Ahly SC et dix-sept sur Ismaily SC. C'est le 11e titre de champion d'Égypte de l'histoire du club.

## Les clubs participants
| - Al Ahly SC - Zamalek SC - Ittihad Alexandrie - Ismaily SC - Baladiyyat El Mahallah - Al Koroum - Promu de D2 - ENPPI Club | - Al-Qanat - Promu de D2 - Al Mansourah Sporting Club - Assouan SC - Tersana SC - Al-Masry Club - Ghazl El Mahallah - Haras El Hodood |

## Compétition

### Classement
Le classement est établi sur le barème de points classique (victoire à 3 points, match nul à 1, défaite à 0).
| Rang | Équipe                     | Pts | J  | G  | N  | P  | Bp | Bc | Diff |
| ---- | -------------------------- | --- | -- | -- | -- | -- | -- | -- | ---- |
| 1    | Zamalek SC T               | 68  | 26 | 21 | 5  | 0  | 59 | 16 | +43  |
| 2    | Al Ahly SC                 | 59  | 26 | 19 | 2  | 5  | 56 | 20 | +36  |
| 3    | Ismaily SC                 | 51  | 26 | 15 | 6  | 5  | 37 | 25 | +12  |
| 4    | Ghazl El Mahallah          | 43  | 26 | 12 | 7  | 7  | 28 | 28 | 0    |
| 5    | Ittihad Alexandrie         | 42  | 26 | 12 | 6  | 8  | 36 | 34 | +2   |
| 6    | ENPPI Club                 | 40  | 26 | 10 | 10 | 6  | 28 | 22 | +6   |
| 7    | Haras El Hodood            | 34  | 26 | 8  | 10 | 8  | 33 | 26 | +7   |
| 8    | Al-Masry Club              | 32  | 26 | 8  | 8  | 10 | 31 | 31 | 0    |
| 9    | Al Mansourah Sporting Club | 31  | 26 | 8  | 7  | 11 | 22 | 32 | -10  |
| 10   | Baladiyyat El Mahallah     | 30  | 26 | 8  | 6  | 12 | 24 | 33 | -9   |
| 11   | Tersana SC                 | 26  | 26 | 6  | 8  | 12 | 31 | 39 | -8   |
| 12   | Assouan SC                 | 22  | 26 | 6  | 4  | 16 | 25 | 47 | -22  |
| 13   | Al-Qanat P                 | 12  | 26 | 3  | 3  | 20 | 16 | 42 | -26  |
| 14   | Al Koroum P                | 12  | 26 | 2  | 6  | 18 | 20 | 51 | -31  |

| Légende : Qualifications et relégations | Légende : Qualifications et relégations                                |
| --------------------------------------- | ---------------------------------------------------------------------- |
|                                         | Qualification pour la Ligue des champions 2005                         |
|                                         | Qualification pour la Coupe de la CAF 2005                             |
|                                         | Relégation directe en deuxième division                                |
|                                         | T : Tenant du titre C : Vainqueur de la Coupe d'Égypte P : Promu de D2 |

## Bilan de la saison
| Championnat d'Égypte de football 2003-2004 |                        |
| Champion                                   | Zamalek SC (11e titre) |
| Coupes et trophées                         |                        |
| Vainqueur de la Coupe d'Égypte 2003-2004   | Al-Moqaouloun (D2)     |
| Vainqueur de la Supercoupe d'Égypte        | Al Ahly SC             |
| Qualifications continentales               |                        |
| Ligue des champions 2005                   | Zamalek SC             |
| Ligue des champions 2005                   | Al Ahly SC             |
| Coupe de la CAF 2005                       | Ismaily SC             |
| Coupe de la CAF 2005                       | Al-Moqaouloun          |
| Promotions et relégations                  |                        |
| Promus en Egyptian Premier League          | Suez Ciment            |
| Promus en Egyptian Premier League          | Assiout Cement         |
| Promus en Egyptian Premier League          | El Geish El Masry      |
| Relégués en Egyptian Second League         | Assouan SC             |
| Relégués en Egyptian Second League         | Al-Qanat               |
| Relégués en Egyptian Second League         | Al Koroum              |